# Raimondo Boucheron
Raimondo Boucheron (Torino, 15 marzo 1800 – Milano, 28 febbraio 1876) è stato un compositore e musicologo italiano.

## Biografia
Prese lezioni di musica fin da bambino a Cuneo e Novara, poi, trasferitosi a Mondovì, continuò gli studi da autodidatta. Alcune sinfonie e pezzi di musica sacra lo fecero conoscere e gli valsero il trasferimento a Voghera, dove fu direttore al Teatro Civico e probabilmente maestro di cappella nella chiesa locale.
Fu in seguito maestro di cappella prima a Vigevano (1829), poi a Casale Monferrato (1844)) e infine, dal 1847 alla morte, nel Duomo di Milano.
Compose moltissima musica religiosa per Voghera e Milano (centinaia di composizioni), ma anche due opere non rappresentate (Ettore Fieramosca e Le nozze al castello) e sinfonie.
Raggiunse una certa notorietà e nel 1869 fu tra i compositori selezionati da Verdi per la Messa da Requiem in onore di Rossini, che però non fu rappresentata, per la quale scrisse Confutatis e Oro supplex per la sequenza.
Fu anche autore di trattati teorici, in cui tentò di indagare i rapporti tra la musica e i fenomeni naturali. Scrisse anche sulla Gazzetta musicale di Milano, dove apparve la prima edizione della Filosofia della musica.
Fétis lo giudicò musicista sapiente e artista coscienzioso, ma privo d'ispirazione musicale («le sue opere, sia sacre che profane, sono di una banalità esasperante») e di originalità come teorico. A proposito della Filosofia della musica, Fétis riteneva tuttavia che al Boucheron mancassero la profondità di vedute e l'estensione della conoscenza necessarie per una tale opera.

## Opere

### Composizioni principali
- Gran Messa a otto voci con orchestra (1825)
- Gran sinfonia per orchestra (1828)
- Messa da requiem a tre voci con orchestra (1829)
- Grande Messe de requiem dédiée à A. de la Fage a quattro e cinque voci con orchestra (1840-1874)
- Messa da requiem (28 luglio 1860, per la commemorazione di Carlo Alberto)
- Miserere a quattro voci, con archi e arpa (1873)
- Inno per le cinque giornate di Milano (testo di Pasquale Contini)

### Trattati
- Filosofia della musica o estetica applicata a quest'arte (Milano, 1842; seconda edizione 1875). In quest'opera si affronta la teoria del bello in musica, poi si tratta dei caratteri degli strumenti, della voce, della tonalità, di musica di chiesa e di teatro.
- La scienza dell'armonia spiegata dai rapporti dell'arte coll'umana natura (Milan, 1856)
- Esercizi d'armonia in 42 partimenti numerati (Milano, 1871)
- Corso elementare completo di lettura musicale in brevi solfeggi